# Casa de l'Amo
La Casa de l'Amo, anomenada actualment Can Garbí, és un edifici del Palà de Torroella, al terme municipal de Navars (Bages), inclosa a l'Inventari del Patrimoni Arquitectònic de Catalunya.

## Descripció
Torre residencia dels directius de la Colònia Palà Vell. Edifici Esteticista amb unes clares formes clàssiques, especialment marcades en les balconades i en la façana principal. Edifici de dos pisos i planta baixa a la part de migdia, i de planta baixa i un pis a la part de llevant, el conjunt està dominat per una gran simetria. L'arrebossat de les parets deixa intuir els blocs de pedra molt regulars i col·locats amb molta regularitat, sobretot en els llocs sustenta'ns.

## Història
L'organització de la Colònia i la construcció dels seus edificis més característics i definidors començà a final del segle xix, un cop s'instal·la als peus del Cardener la fabrica de Filats i Texits.